# Alex Kraaijeveld
Alex Robert Kraaijeveld, nizozemski biolog, * 1962.
Marca leta 1994 je Kraaijeveld doktoriral na Univerzi v Leidnu, Nizozemska, na oddelku živalske ekologije, kjer je zagovarjal tezo Krajevna prilagoditev v organizmu gostitelja parazitoida. Po doktoratu se je zaposlil na oddelku za biološke znanosti na Imperial College v Londonu, trenutno pa deluje na Univerzi Southamptona, kjer se ukvarja z interakcijami v sistemih zajedavec-gostitelj.